# Deuterogonaria
Deuterogonaria is een geslacht uit de familie Proporidae.

## Soorten
Het geslacht bestaat uit 3 soorten:
- Deuterogonaria carribea Achatz, Hooge & Tyler, 2007
- Deuterogonaria renei Achatz & Hooge, 2006
- Deuterogonaria thauma Marcus, 1952